# 2010 у праві
Ця стаття присвячена головним подіям у галузях правотворчості, правосуддя, правозастосування та юриспруденції в 2010 році.

## Події у світі
Арабська весна змінила усталені уклади політичних режимів у регіоні ісламського Середземномор'я.
- лютий—квітень — Неофіційні референдуми в окремих муніципалітетах Каталонії щодо незалежності.
- 18 лютого — У Нігері стався державний переворот, припинена дія конституції, президент Нігеру Мамаду Танджу був усунений від влади.
- 18 березня — Президент США Барак Обама підписав Закон про податкову звітність щодо закордонних рахунків[en] (FATCA), спрямований проти ухилення американських громадян і резидентів від сплати податків.
- 22 березня — Палата представників Конгресу США ухвалила масштабну реформу охорони здоров'я та захисту пацієнтів («Obamacare»), що було однією з основних передвиборчих обіцянок президента Барака Обами.
- 26 березня — Верховний суд Великої Британії відхилив право на оскарження у справі Апостолідіс проти Орамсів[en]. Раніше у цій справі Європейський суд з прав людини виніс рішення від 28 квітня 2009 року. Суд постановив, що хоча уряд Кіпру де-факто не контролює північну частину острова, все ж рішення кіпрських судів поширюються на всю його територію. (Див. Кіпрські біженці[en], Турецьке вторгнення на Кіпр).

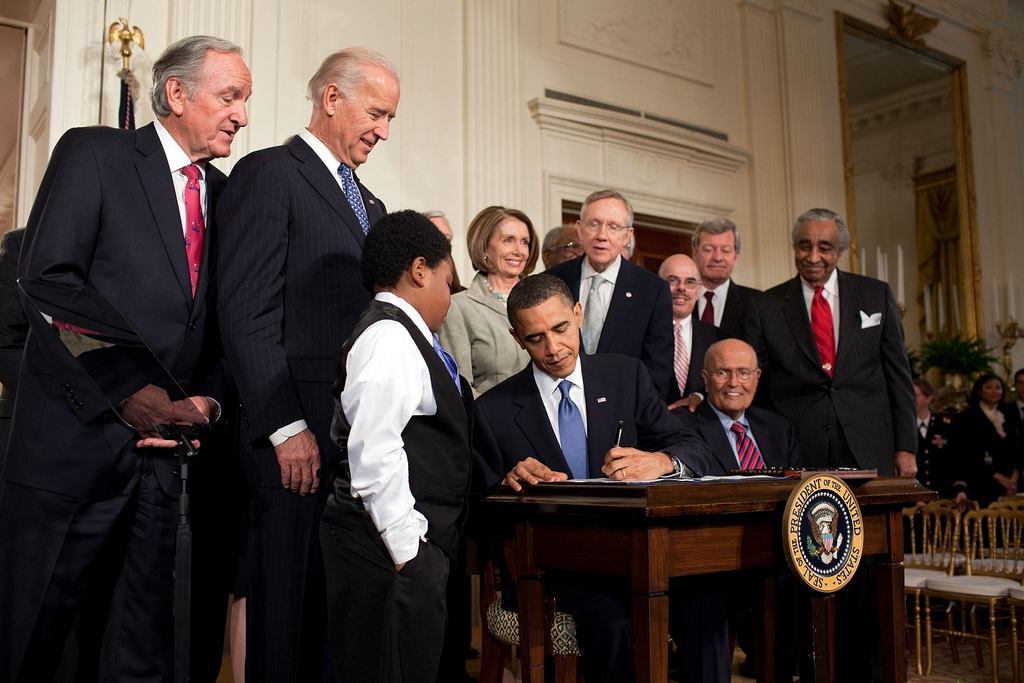
Барак Обама підписує Закон про захист пацієнтів і доступне медичне обслуговування, 23 березня 2010

- 30 березня — Президент США Барак Обама підписав Obamacare.
- 31 березня — Сербський парламент за ініціативою президента Бориса Тадича схвалив резолюцію про засудження масового вбивства боснійських мусульман в 1995 році в Сребрениці.
- 5 квітня — Вступив у дію новий візовий кодекс Євросоюзу щодо третіх країн.
- 23 квітня — Губернатором штату Аризона підписаний резонансний закон[en] проти нелегальної міграції. Частково скасований судовою гілкою влади.
- 15 червня — У Великій Британії розслідування встановило, що дії британських солдатів, які 30 січня 1972 року стріляли в демонстрацію ірландських католиків, були невиправданими. Прем'єр-міністр Девід Камерон офіційно оприлюднив результати розслідування подій кривавої неділі і приніс вибачення родичам жертв від імені держави.
- 17 червня — Парламент Швеції ухвалив рішення про зняття введеного 30 років тому мораторію на будівництво в країні нових ядерних реакторів.
- 24 червня — Рішення ЄСПЛ у праві Шальк і Копф проти Австрії[en]. Це перша справа, в якій розглядалося право людей однієї статі на укладення шлюбу. Хоча Суд не визнав такого права, проте вперше у своїй практиці ухвалив, що «спільне проживання одностатевої пари в стабільних відносинах підпадає під поняття „сімейне життя“» відповідно до статті 8 Конвенції.
- 27 червня — У Киргизії на референдумі[en] прийнято нову конституцію, розпущено конституційний суд, та легітимізовано тимчасовий уряд Рози Отунбаєвої. Країна стала першою в Середній Азії парламентською республікою.
- 13 липня — Французький закон про заборону приховування обличчя в публічних місцях[en] схвалений Національною асамблеєю. Пізніше ЄСПЛ підтвердив його правомірність.
- 21 липня — Конгрес США прийняв Закон Додда — Френка про реформування Волл-стріт і захист споживачів.
- 22 липня — Міжнародний суд ООН у Гаазі виніс консультативний висновок, що не має обов'язкової сили, з питання правомірності проголошення незалежності Косова[en]. Суд вирішив, що він володіє юрисдикцією у справі, і десятьма голосами проти чотирьох вирішив, що декларація незалежності Косова не порушує міжнародного права. Суд також вирішив не розглядати питання про межі права на самовизначення і вирішив, що загальне міжнародне право не містить заборони декларацій незалежності.
- 4 серпня — На референдумі[en] в Кенії прийнята нова конституція країни.
- 5 вересня — Конституційний референдум у Молдові. Запитання стосувалося всенародного обрання президента. Референдум визнаний таким, що не відбувся.
- 12 вересня — Конституційний референдум в Туреччині[en], спрямований на приведення Конституції у відповідність до стандартів Європейського Союзу. 58 % за, 42 % проти, курди бойкотували референдум.
- 18 вересня — Референдум у Словаччині з різних політичних питань визнаний таким, що не відбувся.
- 10 жовтня — Вступили в дію конституції Кюрасао та Сінт-Мартену.
- 15 жовтня — Парламент Грузії прийняв нову редакцію конституції країни, де розширив повноваження парламенту та уряду.
- 21 жовтня — Європейський суд з прав людини у справі Алексєєв проти Росії[en] визнав порушенням прав людини заборони російської влади на проведення гей-парадів.
- 31 жовтня — Конституційний референдум у Нігері 2010[en] після державного перевороту затвердив нову конституцію.
- 28 листопада — Швейцарці на референдумі за пропозицією Народної партії підтримали автоматичну депортацію злочинців-іноземців.

## Міжнародні документи
- 1 січня — Почав діяти митний союз Росії, Білорусі і Казахстану. Одночасно розпочалася нафтова війна між Росією та Білоруссю через неузгодженість тарифів.
- 26 лютого — Резолюція Ради Безпеки Організації Об'єднаних Націй 1912[en]. Продовження мандату Інтегрованої місії ООН у Тиморі-Лешті (UNMIT) у Східному Тиморі до 26 лютого 2011. Прийнята одноголосно.

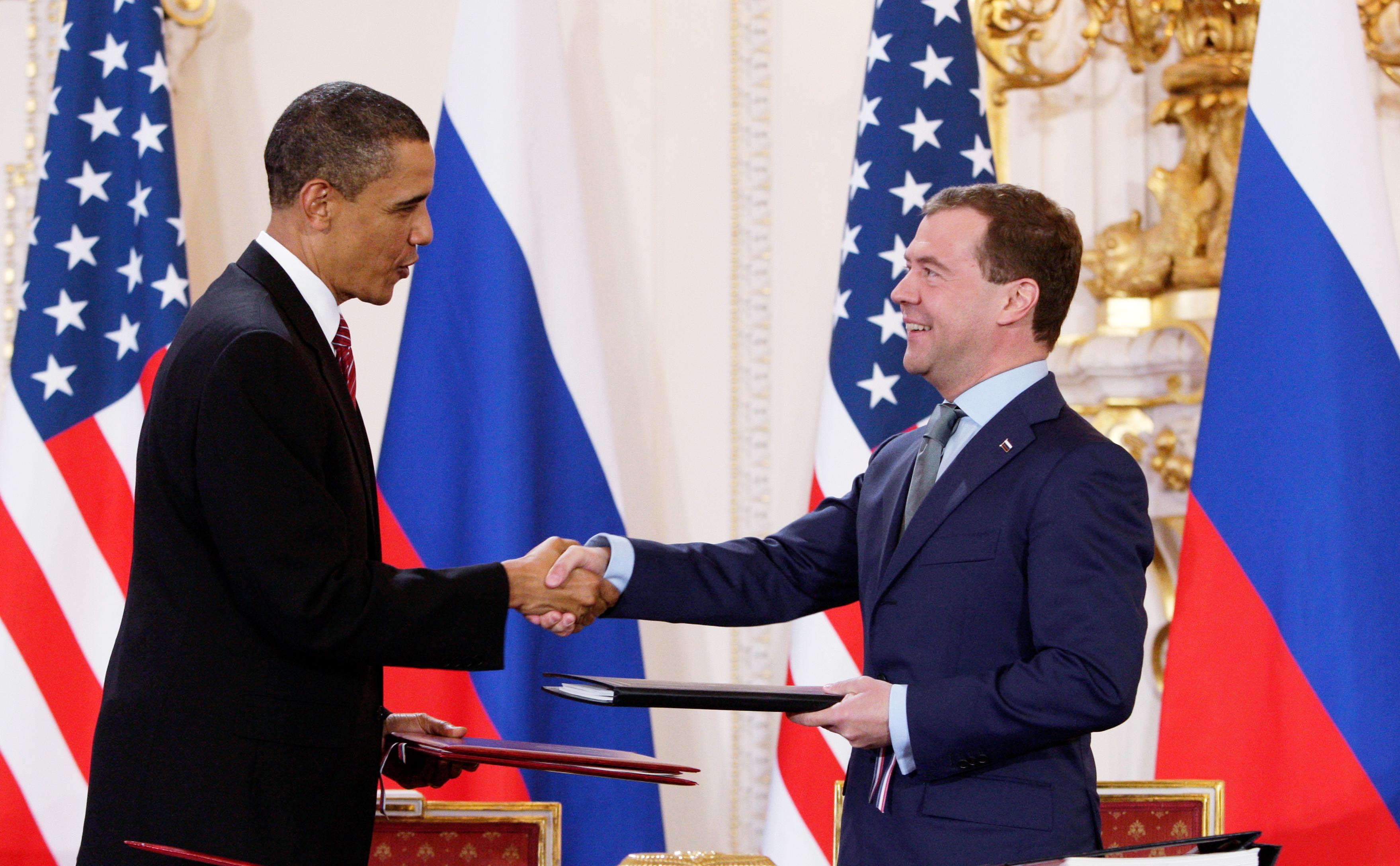
Обама та Медведєв на підписанні СНО-3 у Празі, 8 квітня 2010

- 8 квітня — Президент Росії Дмитро Медведєв і Президент США Барак Обама підписали новий російсько-американський договір про стратегічні наступальні озброєння СНО-III.
- 29 квітня — Резолюція Ради Безпеки Організації Об'єднаних Націй 1919[en]. Продовження мандату місії Організації Об'єднаних Націй в Судані (UNMIS) до 30 квітня 2011. Прийнята одноголосно.
- 17 травня — Міністри закордонних справ Ірану і Туреччини за посередництва Бразилії підписали договір про обмін іранського ядерного палива на дозбагачений до 20 відсотків уран на території Туреччини.
- 27 травня — Резолюція Ради Безпеки Організації Об'єднаних Націй 1924[en]. Продовження мандату Операції Організації Об'єднаних Націй у Кот-д'Івуарі (UNOCI) до 30 червня 2010. Прийнята одноголосно.
- 9 червня — Резолюція Ради Безпеки Організації Об'єднаних Націй 1929[en]. Додаткові санкції проти Ірану (Ядерна програма Ірану). Прийнята одноголосно.
- 11 червня — На конференції з перегляду Римського статуту в Кампалі (Уганда) прийняті запропоновані Ліхтенштейном поправки щодо злочину агресії.
- 15 червня — Резолюція Ради Безпеки Організації Об'єднаних Націй 1930[en]. Продовження мандату Контингенту Збройних сил ООН з підтримання миру на Кіпрі (UNFICYP) до 15 грудня 2010. Прийнята 14/1/0.
- 25 червня — Прийнята Міжнародна угода з какао.
- 29 червня — Підписана Рамкова угода про економічне співробітництво[en] — преференційна торговельна угода між урядами Китайської Народної Республіки (материковий Китай) і Китайською Республікою (Тайвань), спрямована на зниження тарифів і комерційних перешкод.
- 30 червня — Резолюція Ради Безпеки Організації Об'єднаних Націй 1933[en]. Продовження і посилення мандату Операції Організації Об'єднаних Націй у Кот-д'Івуарі (UNOCI) до 31 грудня 2010. Прийнята одноголосно.
- 1 липня — Набрала чинності Конвенція Ради Європи про захист дітей від сексуальної експлуатації та сексуального насильства. Станом на квітень 2019 її підписали 47 держав.
- 1 серпня — Набрала чинності Конвенція про касетні боєприпаси. Станом на вересень 2018 її підписали 108 держав.
- 10 вересня — Підписана Конвенція про боротьбу з незаконними актами щодо міжнародної цивільної авіації (Пекінська конвенція[en]).
- 24 вересня — У Нью-Йорку підписана Багатостороння Угода зі створення міжнародного аналітичного центру країн, що розвиваються, і не мають виходу до моря (англ. Multilateral Agreement for the Establishment of an International Think Tank for Landlocked Developing Countries).
- 21 жовтня — Перу і Болівія уклали угоду про передачу болівійській стороні невеликої прибережної ділянки суходолу в перуанській провінції Іло під будівництво порту[1].
- 29 жовтня — Підписаний Нагойський протокол про доступ до генетичних ресурсів та справедливий та рівний розподіл вигод від їх використання. Цей протокол до Конвенції про біологічне різноманіття набрав чинності 12 жовтня 2014.
- грудень — Підписана переглянута версія Угоди про вільну торгівлю між США та Республікою Корея[en] (KORUS FTA). Набрала чинності в березні 2012.
- 20 грудня — Резолюція Ради Безпеки Організації Об'єднаних Націй 1962[en]. Продовження мандату Операції Організації Об'єднаних Націй у Кот-д'Івуарі (UNOCI) до 30 червня 2011. Прийнята одноголосно.
- 23 грудня — Набрала чинності Міжнародна конвенція про захист усіх осіб від насильницьких зникнень. Станом на квітень 2019 її підписали 98 держав.

## Право України

### Події
- протягом року — Кримінальне переслідування соратників Юлії Тимошенко.
- 13 січня — Апеляційний суд міста Києва визнав, що Сталін, Молотов, Каганович, Постишев, Косіор, Чубар та Хатаєвич вчинили злочин геноциду українського народу, передбачений Кримінальним кодексом України. (Голодомор в Україні 1932—1933)[2].
- 21 січня:
  - Верховна Рада заборонила банкам в односторонньому порядку збільшувати розмір процентів та інших платежів за кредитами[3].
  - Верховна Рада забезпечила безперешкодне листування ув'язнених з Уповноваженим Верховної Ради України з прав людини, Європейським судом з прав людини[4].
- 7 лютого — Президентом України обраний Віктор Янукович, який набрав 48,95 % голосів виборців у другому турі; за чинного прем'єра Юлію Тимошенко віддали голос 45,47 %.
- 25 лютого — Інавгурація 4-го Президента України Віктора Януковича.
- 2 березня — Голова Верховної Ради Володимир Литвин оголосив про припинення діяльності коаліції.
- 3 березня — Верховна Рада 243 голосами відправила уряд Юлії Тимошенко у відставку.
- 11 березня — Верховна Рада призначила Миколу Азарова прем'єр-міністром України і затвердила склад його уряду.
- 6 квітня — Президент України Віктор Янукович ліквідував Національну конституційну раду і ще низку комісій, утворених при попередньому президенті; затвердив склад Радбезу України.

- 27 квітня — Верховна Рада ратифікувала Харківські угоди, що супроводжувалося сутичками у сесійній залі.
- 1 жовтня — Конституційний Суд України скасував політреформу 2004 року, поновив чинність Конституції 1996 року та звернувся до органів державної влади з вимогою невідкладно привести українське законодавство у відповідність до Основного Закону.
- 16 листопада–3 грудня — «Податковий майдан».
- 22 грудня — Поняття «статутний фонд» законодавчо перейменоване на «статутний капітал»[5].

### Міжнародні договори України

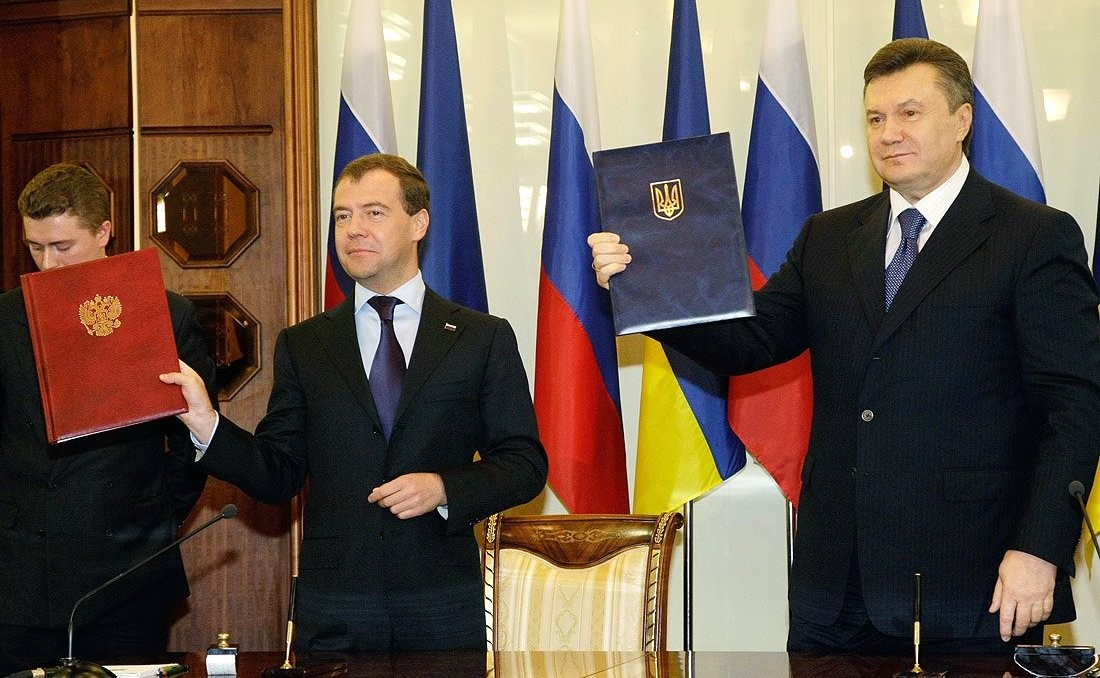
Медведєв та Янукович на підписанні Харківської угоди, 21 квітня 2010

- 20 січня — ратифікована Конвенція про охорону та заохочення розмаїття форм культурного самовираження, прийнята на 33-й сесії Генеральної конференції ООН з питань освіти, науки і культури 20 жовтня 2005 року[6].
- 10 березня:
  - ратифікована Конвенція Міжнародної організації праці № 161 про служби гігієни праці, прийнята на 71-й сесії Генеральної конференції МОП 26 червня 1985 року[7].
  - ратифікована Конвенція Міжнародної організації праці № 139 про боротьбу з небезпекою, спричинюваною канцерогенними речовинами й агентами у виробничих умовах, та заходи профілактики, прийнята на 59-й сесії Генеральної конференції МОП 24 червня 1974 року[8].

- 21 квітня — підписана «Харківська угода»: Угода між Україною і Російською Федерацією з питань перебування Чорноморського флоту Російської Федерації на території України (продовження терміну перебування Чорноморського флоту Російської Федерації у Севастополі до 2042 року в обмін на знижку на газ). Ратифікована 27 квітня[9].
- 6 липня:
  - ратифікована Конвенція про захист осіб у зв'язку з автоматизованою обробкою персональних даних, вчинена 28 січня 1981 року в м. Страсбурзі[10].
  - Україна приєдналася до Конвенції про торгівлю зерном, вчиненої 7 грудня 1994 року у м. Лондоні[11].
- 8 липня — ратифікована Угода між Україною і Російською Федерацією про демаркацію українсько-російського державного кордону, яку вчинено 17 травня 2010 року в м. Києві[12].
- 10 липня — ратифікована із заявою Конвенція про запровадження системи реєстрації заповітів, вчинена 16 травня 1972 року в м. Базелі[13].
- 21 вересня:
  - ратифікований Договір між Україною та Федеративною Республікою Бразилія про передачу засуджених осіб, який вчинено 2 грудня 2009 року в м. Києві[14].
  - ратифікована Конвенція Ради Європи про заходи щодо протидії торгівлі людьми[en], вчинена 16 травня 2005 року в м. Варшаві[15].
- 5 жовтня — ратифікована Угода між Україною та Європейським поліцейським офісом про стратегічне співробітництво, вчинена 4 грудня 2009 року в м. Києві[16].
- 17 листопада — ратифікована із заявами та застереженнями Конвенція Ради Європи про відмивання, пошук, арешт та конфіскацію доходів, одержаних злочинним шляхом, та про фінансування тероризму[en], вчинена 16 травня 2005 року в м. Варшаві[17].
- 22 грудня — ратифікована Конституція Міжнародної асоціації з контролю за якістю насіння[en], прийнята в місті Вашингтоні, округ Колумбія, 4 червня 1971 року, з подальшими змінами[18].

### Найпомітнішізакони
- 10 лютого — Про Регламент Верховної Ради України[19]
- 1 червня:
  - Про захист персональних даних[20]
  - Про здійснення державних закупівель[21] (утратив чинність 20.04.2014)
- 1 липня:
  - Про засади внутрішньої і зовнішньої політики[22]
  - Про державну реєстрацію актів цивільного стану[23]
  - Про державно-приватне партнерство[24]
- 7 липня — Про судоустрій і статус суддів[25] (утратив чинність 30.09.2016)
- 9 липня — Про державне регулювання у сфері комунальних послуг[26]
- 10 липня — Про вибори депутатів Верховної Ради Автономної Республіки Крим, місцевих рад та сільських, селищних, міських голів[27] (утратив чинність 08.08.2015)
- 8 липня:
  - Про засади функціонування ринку природного газу[28] (утратив чинність 01.10.2015)
  - Бюджетний кодекс України[29]
  - Про збір та облік єдиного внеску на загальнообов'язкове державне соціальне страхування[30]
- 9 липня — Про землі енергетики та правовий режим спеціальних зон енергетичних об'єктів[31]
- 7 жовтня — Про Кабінет Міністрів України[32] (утратив чинність 02.03.2014)
- 2 грудня:
  - Податковий кодекс України[33]
  - Про державний ринковий нагляд і контроль нехарчової продукції[34]
  - Про загальну безпечність нехарчової продукції[35]
- 14 грудня — Про культуру[36]
- 23 грудня — Про соціальний діалог в Україні[37].

### ОсновнірішенняКонституційного Суду
- 27 січня — Справа про апеляційне оскарження ухвал суду: право оскаржувати окремо від рішення суду ухвали суду першої інстанції як про видачу дубліката виконавчого листа, так і про відмову у його видачі[38].
- 16 лютого — Право місцевих рад встановлювати пільги щодо загальнодержавного податку на прибуток підприємств комунальної власності, якщо він справляється до місцевого бюджету[39].
- 17 лютого — Неконституційність окремих функцій Державної міграційної служби, закріплених вищими нормативними актами за Міністерством внутрішніх справ України та іншими державними органами[40].
- 11 березня:
  - Справа про фінансове забезпечення діяльності судів[41].
  - Тлумачення термінів «найвищий судовий орган», «вищий судовий орган», «касаційне оскарження»[42].
- 25 березня — Неконституційність Постанови Верховної Ради України «Про тимчасовий порядок призначення суддів на адміністративні посади та звільнення з цих посад»[43][44].
- 1 квітня — До публічно-правових спорів, на які поширюється юрисдикція адміністративних судів, належать і земельні спори фізичних чи юридичних осіб з органом місцевого самоврядування як суб'єктом владних повноважень, пов'язані з оскарженням його рішень, дій чи бездіяльності[45].
- 6 квітня — Окремі народні депутати України, зокрема ті, які не перебувають у складі депутатських фракцій, мають право брати участь у формуванні коаліції депутатських фракцій у Верховній Раді України[46][47].
- 28 квітня — Право оскаржувати окремо від рішення суду в апеляційному порядку ухвали суду першої інстанції як про забезпечення позову і щодо скасування забезпечення позову, так і ухвали про відмову в забезпеченні позову і скасуванні забезпечення позову[48].
- 10 червня — Роз'яснення, коли право громадян України на безоплатну приватизацію державного житлового фонду вважається реалізованим[49].
- 29 червня — Неконституційність права міліції затримувати безхатченків[50].
- 8 липня — Право оскаржувати в апеляційному порядку окремо від рішення суду ухвали як про роз'яснення рішення, так і про відмову в роз'ясненні рішення[51].

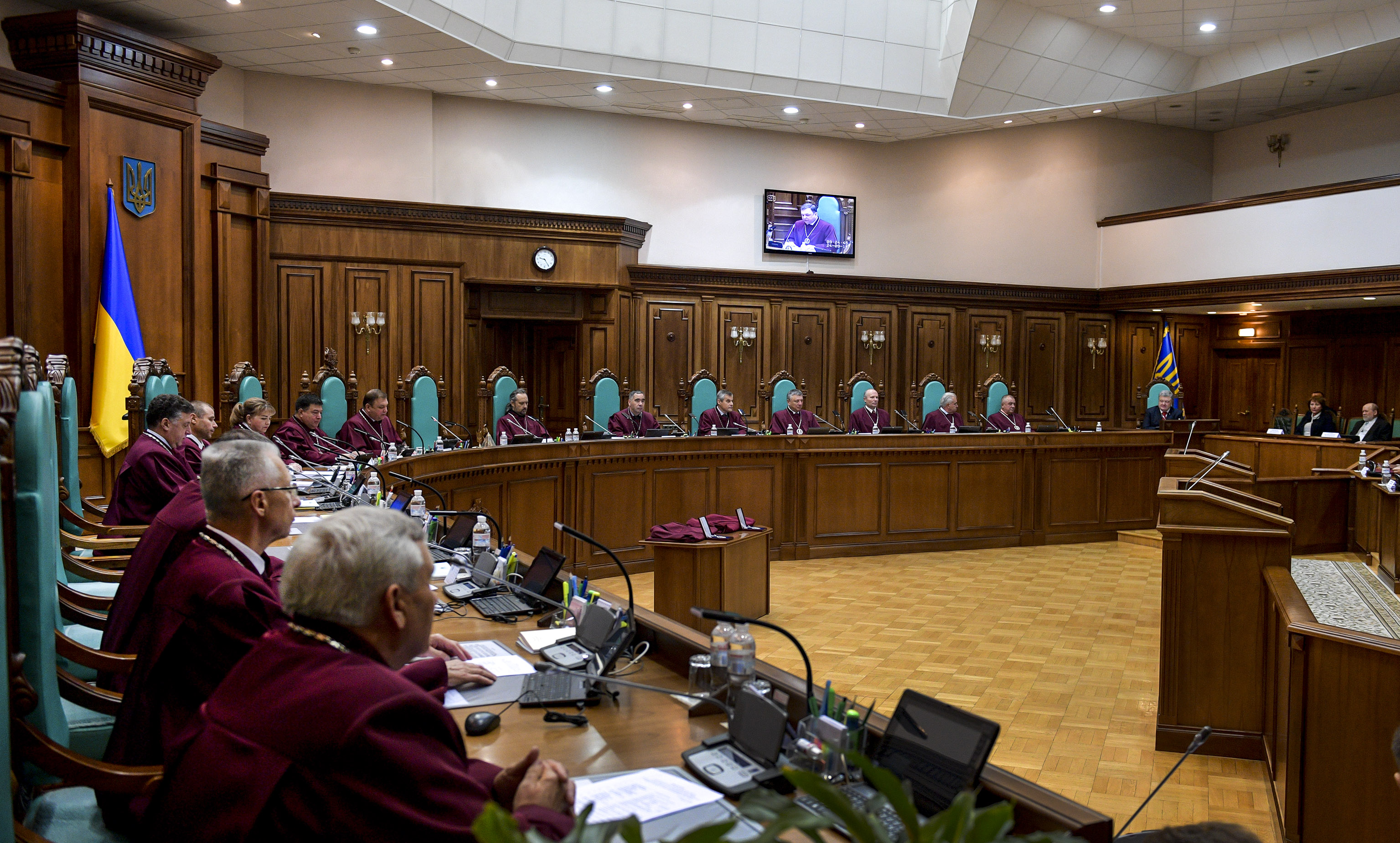
Пленарне засідання Конституційного Суду України

- 30 вересня — Неконституційність Закону України «Про внесення змін до Конституції України» від 8 грудня 2004 року № 2222–IV[52] у зв'язку з порушенням конституційної процедури його розгляду та прийняття (скасування конституційної реформи; повернення до президентсько-парламентської республіки)[53].
- 22 грудня — Справа про адміністративну відповідальність у сфері забезпечення безпеки дорожнього руху (неконституційність відповідальності власника ТЗ, а не водія)[54].

## Померли

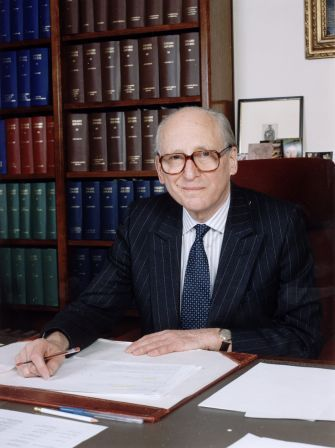
Томас Генрі Бінгем

- ? — Ольховський Борис Іванович, кандидат юридичних наук, заслужений юрист України, професор кафедри конституційного права Національної юридичної академії України ім. Ярослава Мудрого.
- 5 лютого — Гаррі Шварц[en], південноафриканський політик і дипломат, борець з апартеїдом, був захисником Нельсона Мандели на судовому процесі.
- 31 березня — Людвіг Мартін[en], генеральний прокурор ФРН з 7 квітня 1963 року до 30 квітня 1974 року.
- 10 квітня:
  - Януш Кохановський, польський юрист, дипломат, омбудсмен Польщі з 2006 р. Загинув у Смоленській авіакатастрофі.
  - Анджей Кремер, польський юрист, дипломат, заступник міністра закордонних справ Польщі. Загинув у Смоленській авіакатастрофі.
- 16 квітня — Філонов Володимир Петрович, кандидат юридичних наук, професор, заслужений юрист України, автор понад 100 праць.
- 5 травня — Закалюк Анатолій Петрович, правознавець, доктор юридичних наук, професор, академік Академії правових наук України, заслужений діяч науки і техніки України.
- 12 червня — Філіп Селзнік[en], американський юрист, соціолог, почесний професор Університету Берклі і співзасновник дослідницького комітету з соціології права.
- 14 липня — Присяжнюк Тамара Іванівна, перша жінка-суддя Верховного Суду України (1988—2010), кандидат юридичних наук, заслужений юрист України.
- 9 серпня — Тед Стівенс, американський політик і юрист.
- 24 серпня — Вільям Саксбі, американський політик і юрист, генеральний прокурор США з 1974 по 1975.

- 11 вересня — сер Томас Генрі Бінгем[en], видатний британський суддя і юрист, реформатор Верховного суду Сполученого Королівства. Літературна премія Орвелла 2011.
- 14 жовтня — Луїс Хенкін[en], впливовий науковець у галузі міжнародного права і зовнішньої політики Сполучених Штатів, був президентом Американського товариства міжнародного права та інших наукових товариств.
- 5 листопада — Гайо Геррманн, офіцер ВПС Третього Рейху, після війни — адвокат. Захищав нацистських і неонацистських діячів, вкрай правих радикальних політиків.
- 29 грудня — Владан Батіч[en], сербський політик, державний діяч, юрист, доктор юридичних наук, міністр юстиції Сербії (2001—2004). Засновник і голова Християнсько-демократичної партії Сербії (DHSS).